# Hans Rinn
Hans Rinn, né le 19 mars 1953 à Langewiesen, est un ancien lugeur est-allemand. 

## Biographie
Il a pratiqué ce sport au plus haut niveau des années 1970 et années 1980. Il a notamment remporté trois médailles olympiques dont deux titres en double en 1976 à Innsbruck et 1980 à Lake Placid (tous deux avec Norbert Hahn), ainsi que huit médailles aux Championnats du monde dont quatre titres (en individuel en 1973 et 1977, en double en 1975 et 1977).
Il a été introduit au temple de la renommée de la fédération internationale de luge de course (FIL) en 2005 en compagnie de Josef Feistmantl.

## Palmarès
| Compétitions / Année    | Compétitions / Année | 1973 | 1974 | 1975 | 1976 | 1977 | 1978 | 1979 | 1980 |
| ----------------------- | -------------------- | ---- | ---- | ---- | ---- | ---- | ---- | ---- | ---- |
| Jeux olympiques d'hiver | Individuel           |      |      |      | 3e   |      |      |      |      |
| Jeux olympiques d'hiver | Double               |      |      |      | 1er  |      |      |      | 1er  |
| Championnats du monde   | Individuel           | 1er  | 2e   |      |      | 1er  |      |      |      |
| Championnats du monde   | Double               | 2e   |      | 1er  |      | 1er  | 3e   | 2e   |      |